# Fläsknemertiner
Fläsknemertiner (Cerebratulus) är ett släkte av slemmaskar som beskrevs av Armand-Marie-Vincent-Joseph Renier 1804. Enligt Catalogue of Life ingår Fläsknemertiner i familjen Cerebratulidae, men enligt Dyntaxa är tillhörigheten istället ordningen Heteronemertea.
Släktet Fläsknemertiner indelas i:
- Cerebratulus acutus
- Cerebratulus aerugatus
- Cerebratulus albifrons
- Cerebratulus albocirculus
- Cerebratulus albulus
- Cerebratulus alleni
- Cerebratulus anguillula
- Cerebratulus angulatus
- Cerebratulus angusticeps
- Cerebratulus annellatus
- Cerebratulus antillensis
- Cerebratulus aracaensis
- Cerebratulus arnosus
- Cerebratulus aureolus
- Cerebratulus australis
- Cerebratulus barentsi
- Cerebratulus bedfordii
- Cerebratulus bicornis
- Cerebratulus bilineatus
- Cerebratulus bivittatus
- Cerebratulus borealis
- Cerebratulus brevis
- Cerebratulus brunneus
- Cerebratulus caledonicus
- Cerebratulus californiensis
- Cerebratulus cestoides
- Cerebratulus chilensis
- Cerebratulus communis
- Cerebratulus complanatus
- Cerebratulus croceus
- Cerebratulus darvelli
- Cerebratulus depressus
- Cerebratulus eisigii
- Cerebratulus epsilon
- Cerebratulus erythrorochma
- Cerebratulus erythrus
- Cerebratulus fasciatus
- Cerebratulus ferrugineus
- Cerebratulus fissuralis
- Cerebratulus flavifrons
- Cerebratulus formosus
- Cerebratulus fuscoides
- Cerebratulus fuscus
- Cerebratulus gamma
- Cerebratulus gardineri
- Cerebratulus gracilis
- Cerebratulus greenlandicus
- Cerebratulus haddoni
- Cerebratulus hepaticus
- Cerebratulus herculeus
- Cerebratulus insignis
- Cerebratulus ischurus
- Cerebratulus johnstoni
- Cerebratulus joubini
- Cerebratulus knerii
- Cerebratulus kowalewskii
- Cerebratulus krempfi
- Cerebratulus lactea
- Cerebratulus lacteus
- Cerebratulus larseni
- Cerebratulus latistomachus
- Cerebratulus laureolus
- Cerebratulus leucopsis
- Cerebratulus liguricus
- Cerebratulus lineolatus
- Cerebratulus lividus
- Cerebratulus longiceps
- Cerebratulus longifissus
- Cerebratulus luteus
- Cerebratulus macroren
- Cerebratulus macrorrhochmus
- Cerebratulus macrostomus
- Cerebratulus maculatus
- Cerebratulus magneticus
- Cerebratulus maldivensis
- Cerebratulus malvini
- Cerebratulus marginatus
- Cerebratulus medullatus
- Cerebratulus melanops
- Cerebratulus melanorhynchus
- Cerebratulus modestus
- Cerebratulus montgomeryi
- Cerebratulus multiporatus
- Cerebratulus nigrus
- Cerebratulus niveus
- Cerebratulus norvegicus
- Cerebratulus notabilis
- Cerebratulus occidentalis
- Cerebratulus oleaginus
- Cerebratulus pachyrhynchus
- Cerebratulus paludicolus
- Cerebratulus pantherinus
- Cerebratulus parkeri
- Cerebratulus penniger
- Cerebratulus profundifissus
- Cerebratulus pullus
- Cerebratulus queenslandicus
- Cerebratulus rigidus
- Cerebratulus robustus
- Cerebratulus roseus
- Cerebratulus rubellus
- Cerebratulus rubens
- Cerebratulus ruber
- Cerebratulus signatus
- Cerebratulus simulans
- Cerebratulus sinensis
- Cerebratulus sordidus
- Cerebratulus spadix
- Cerebratulus striolentus
- Cerebratulus subacutus
- Cerebratulus superniger
- Cerebratulus tageae
- Cerebratulus theta
- Cerebratulus tigrinus
- Cerebratulus torresianus
- Cerebratulus ulatiformius
- Cerebratulus urticans
- Cerebratulus validus
- Cerebratulus velatus
- Cerebratulus ventriporis
- Cerebratulus ventrosulcatus
- Cerebratulus viridis
- Cerebratulus zachsi
- Cerebratulus zebra
- Cerebratulus zeta